# 황금얼굴사키
황금얼굴사키(Pithecia chrysocephala)는 신세계원숭이에 속하는 사키원숭이의 일종이다. 아마존의 브라질 북부 네그루강 양쪽에서 발견된다. 이전에는 흰얼굴사키의 아종으로 간주했지만, 2014년에 별도의 종으로 승격되었다.